# Butler (Alabama)
Butler város az USA Alabama államában, Choctaw megyében, melynek megyeszékhelye is. Lakosainak száma 1871 fő (2020. április 1.).

## Népesség
A település népességének változása:

| 2010 | 1 894 |
| 2020 | 1 871 |